# Monte Generoso
De Monte Generoso is een 1.704 meter hoge berg in de Luganese Vooralpen op de grens van de Italiaanse regio Lombardije en het Zwitserse kanton Ticino.
De berg biedt niet alleen uitzicht op het Lago Maggiore, het Comomeer, het Meer van Varese en het Meer van Lugano, maar biedt bij helder weer ook zicht in het noorden op de Alpen met Matterhorn, Jungfrau, Gotthardmassief en het Berninamassief en in het zuiden op de vlakten van Lombardije, de Povlakte, de stad Milaan en de achterliggende Apennijnen.
Op de Monte Generoso is eveneens een astronomisch observatorium gebouwd, het Osservatorio del Monte Generoso, met een 60 cm spiegeltelescoop, en staan antennes voor straalverbindingen van Swisscom. Op de alpenweiden grazen een driehonderdtal gemzen.
Vanaf de Zwitserse zijde is de top te bereiken met de Ferrovia Monte Generoso, een tandradbaan vanuit Capolago. Vlak onder de top van de Monte Capolago, 100 m in hoogte en langs een pad van 300 meter, is bij het bergstation van de spoorweg een evenementencentrum uitgebouwd met restaurants, superette, vergaderzalen, evenementenruimtes en panoramische terrassen ontworpen door Mario Botta. 